# Maken
Maken: en förhållanderoman är en roman skriven av Gun-Britt Sundström. Den utkom på Albert Bonniers Förlag 1976.
Boken utspelar sig i Stockholm i slutet av 1960-talet och läsaren får följa de unga studenterna Martina och Gustav som har ett förhållande. Det övergripande temat är frihet inom förhållandet/äktenskapet och huruvida det är möjligt att ingå ett sådant och fortfarande behålla sin integritet. Paret försöker under sju års tid få förhållandet att fungera och gör slut och blir tillsammans flera gånger om.
Boken anses vara Sundströms genombrottsverk. Den är en av titlarna i boken Tusen svenska klassiker (2009).

## Stil
Martina är romanens protagonist och berättar allt i jag-form och i historiskt presens. Detta gör att läsaren får ta del av handlingen ur hennes synvinkel. Bokens scener avslutas ofta med en "punch line" i form av ett vardagligt konstaterande med övertoner.

## Utgåvor

### Svenska
- Maken: en förhållanderoman. Stockholm: Bonnier. 1976. Libris 7145061. ISBN 91-0-041129-9
- Maken: en förhållanderoman. Stockholm: Bonnier. 1978. Libris 7145728. ISBN 91-0-043151-6
- Maken: en förhållanderoman (pocket). Stockholm: Bonnier. 1984. Libris 7146795. ISBN 91-0-046057-5
- Maken: en förhållanderoman (pocket). Stockholm: Månpocket. 1993. Libris 1539810
- Maken: en förhållanderoman. Svenska klassiker. Stockholm: Bonnier. 2001. Libris 7150517. ISBN 91-0-057437-6
- Maken: en förhållanderoman (talbok). Enskede: TPB. 2004. Libris 11514683
- Maken: en förhållanderoman. Klassiker. Stockholm: Bonnier. 2008. Libris 10582106. ISBN 978-91-0-011471-8
- Maken: en förhållanderoman. Stockholm: Repris. 2012. Libris 13524896. ISBN 978-91-86745-28-8

### Översättningar
- Norska: Unni Eri (1978). Maken: en roman om et forhold. Oslo: Gyldendal. Libris 7173948. ISBN 82-05-10907-9
- Tyska: Senta Kapoun & Graziella Hlawaty (1978). Die andere Hälfte: ein Verhältnis-Roman (andra utgåvan). Wien: Zsolnay. Libris 5389195. ISBN 3-552-03009-3
- Finska: Marja Alopaeus (1979). Suhteista parhain. Helsinki: Tammi. Libris 7824272. ISBN 951-30-4524-2
- Danska: Anne Marie Bjerg (1979). Den ægte mage: en forholdsroman. København: Lindhardt og Ringhof. Libris 7542809. ISBN 87-7560-318-7

### Fotnoter
1. ↑  ”Maken”. Libris.kb.se. http://libris.kb.se/hitlist?q=Gun-Britt+Sundstr%C3%B6m+Maken&r=&f=simp&t=v&s=rc&g=&m=25. Läst 3 februari 2013.
2. 1 2  Gradvall et al 2009, nr. 463
3. ↑  Kalmteg, Lina (25 maj 2008). ”Gun-Britt bit för bit”. Svenska Dagbladet. http://www.svd.se/kulturnoje/nyheter/gun-britt-bit-for-bit_1287773.svd. Läst 3 februari 2013.
4. ↑  Hägg 1995, sid. 59–60